# 鬲部
鬲部（）は、漢字を部首により分類したグループの一つ。
康熙字典214部首では193番目に置かれる（10画の7番目、亥集の7番目）。

## 概要
「鬲」字は中国古代の炊具。

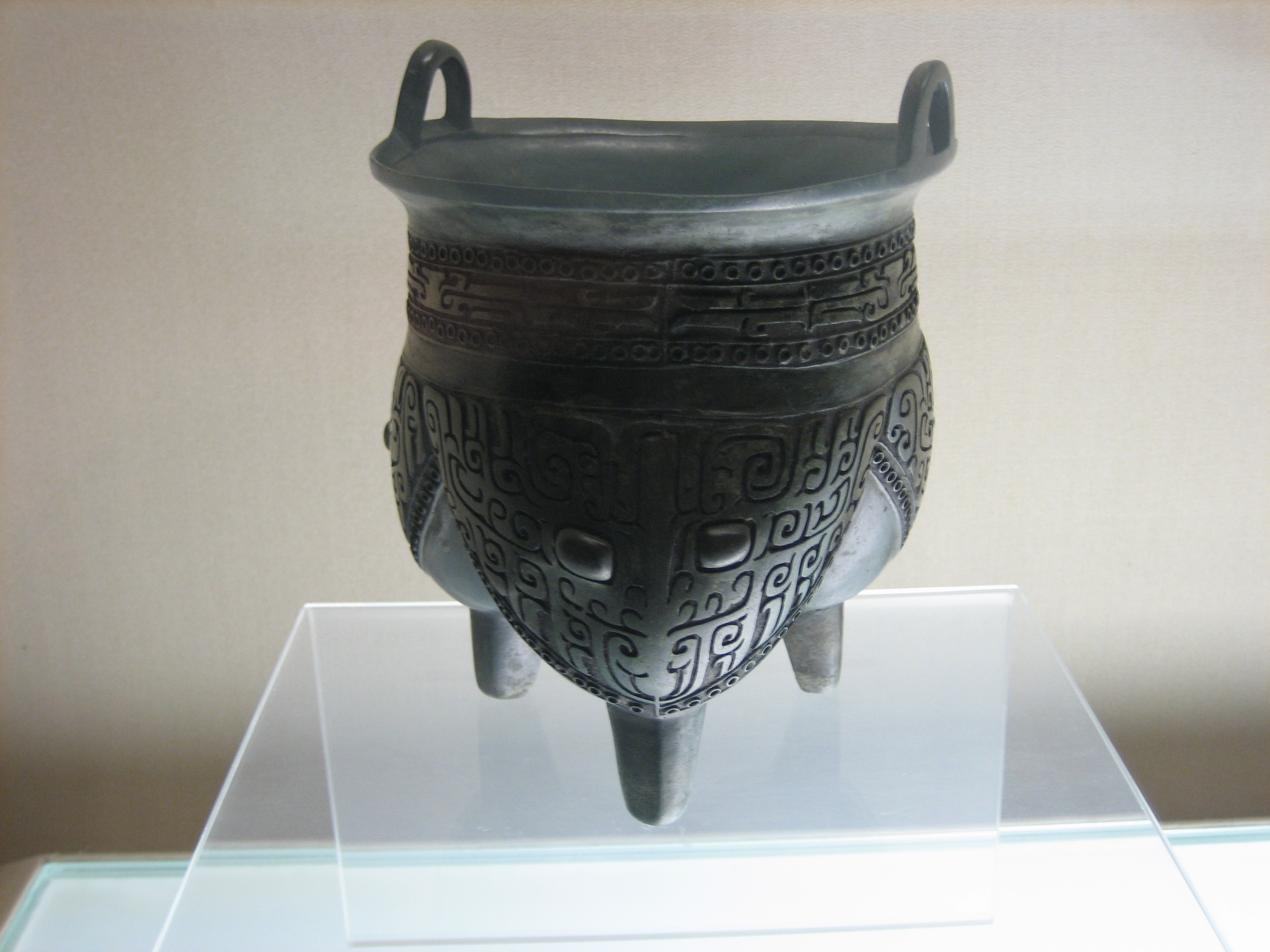
鬲

火でくべることができるように三足になっており、「鼎」に似る。その字形は側面から見た形で、腹部分に紋様があり、三本の足がある様子に象る。
偏旁の意符としては炊具や煮炊き・飲食に関することを示す。
鬲部はこのような意符を構成要素に持つ漢字を収める。
現在日本における常用漢字、人名用漢字および印刷標準字体にこの部首に所属する漢字は収録されておらず、この部首に所属する漢字で現代社会で日常的なものはほとんどない。なお、現在鬲部に属する漢字の中には、鬴・鬵・鬷・鬹・鬺などのような鬲を意符とする漢字の他に、𩰲（䰜）を意符とする漢字（Unicodeの基本領域では鬻のみだが、拡張領域の漢字も含めれば䰞・𩱆・𩱌・𩱍・𩱎などもある）が存在し、『説文解字』ではそれを収めるための独立部首である「䰜部」が置かれていた。𩰲（䰜）の「弓」の部分は、湯気を象ったものと説明されることがあるが、これは誤った分析であり、金文の字形によれば鬲の一部分に由来し、湯気ではない。

## 字体のデザイン差
「鬲」字は地域によって標準字体のデザインに差異がある。
「鬲」字の三本足の上にあたる腹部分を小篆では交差した紋様「×」で書いている。これを『康熙字典』では「鬲」のように儿形としており、日本の印刷標準字体もこれに従う。一方、中国の新字形・台湾の国字標準字体・香港の常用字字形表はこれを「鬲」のようにソの字の形とする。
| 康熙字典・日本 | 台湾・香港・中国 |
| -------------- | ---------------- |
| 鬲             | 鬲               |

## 部首の通称
- 日本：かなえ・れき
- 韓国：다리굽은솥력부（dari gubeun sot ryeok bu、足が曲がった釜の鬲部）
- 英米：Radical cauldron

## 部首字
鬲
- 中古音
  - 広韻 - 郎撃切、錫韻、入声
  - 詩韻 - 錫韻、入声
  - 三十六字母 - 来母
- 現代音
  - 普通話 - ピンイン：lì 注音：ㄌㄧˋ ウェード式：li4
  - 広東語 - Jyutping:lik6 イェール式:lik6
- 日本語 - 音：レキ（漢音） 訓：かなえ
- 朝鮮語 - 音：력(ryeok) 訓：다리 굽은 솥（dari gubeun sot、足が曲がった釜）

甲骨文
金文
大篆
小篆

## 例字
- 鬲
  - 7:鬴、12:鬻